# Małe Kajmno
Małe Kajmno lub Kajmno, Kemno Małe (niem. Kleiner Kemna See lub Kleiner Hoff-See) – jezioro w Polsce, w województwie warmińsko-mazurskim, w powiecie olsztyńskim, w gminie Purda.

## Położenie i charakterystyka
Jezioro leży na Pojezierzu Olsztyńskim, natomiast w regionalizacji przyrodniczo-leśnej – w mezoregionie Pojezierza Mrągowskiego. Leży na terenie zlewni Jeziora Tumiańskiego z Dopływem z jeziora Serwent w dorzeczu Wadąg–Łyna–Pregoła. Zlewnią elementarną jest zlewnia Dopływu z jeziora Kemno Małe. Identyfikator MPHP to 30418. Otoczenie stanowią lasy należące do nadleśnictwa Olsztyn. Według PRNG są to Purdzkie Lasy. Dopływ z jeziora Kemno Małe odprowadza wody do jeziora Serwent.
Leży w obniżeniu geologicznym wraz z sąsiednim jeziorem Wielkie Kajmno. W otoczeniu znajduje się torfowisko o powierzchni 200 ha i potencjalnym złożu torfu wynoszącym 2 mln m³. Jego nazwa to Kajmno.
Wody jeziora obejmuje obwód rybacki Jeziora Małe Kajmno w zlewni rzeki Łyna Nr 21.

## Morfometria
Zgodnie z danymi zamieszczonymi w Atlasie jezior Polski Jerzego Jańczaka z 1999 powierzchnia jeziora wynosi 14,4 ha, a jego objętość 86,4 tys. m³. Średnia głębokość zbiornika wodnego to 0,6 m, a maksymalna – 1,1 m. Lustro wody znajduje się na wysokości 142,4 m n.p.m. Maksymalna długość jeziora to 725 m, a szerokość 305 m. Długość linii brzegowej to 1680 m.
Według danych uzyskanych poprzez planimetrię jeziora na mapach w skali 1:50 000 opracowanych w Państwowym Układzie Współrzędnych 1965, zgodnie z poziomem odniesienia Kronsztadt, powierzchnia zbiornika wodnego to 9,5 ha. Natomiast według danych Urzędu Gminy Purda powierzchnia akwenu wynosi 9,5 ha, a głębokość maksymalna to 1,3 m.
Według numerycznego modelu terenu udostępnionego przez Geoportal lustro wody znajduje się na wysokości 142,1 m n.p.m.

## Przyroda
Jezioro leży na terenie Obszaru Chronionego Krajobrazu Pojezierza Olsztyńskiego o łącznej powierzchni 40 997,4 ha oraz na terenie specjalnego obszaru ochrony siedlisk Natura 2000 Ostoja Napiwodzko-Ramucka (enklawa Kemno o powierzchni 474,94 ha).